# Ладинська сільська рада (Любомльський район)
Ладинська сільська рада — орган місцевого самоврядування у Любомльському районі Волинської області з адміністративним центром у с. Ладинь.

## Населені пункти
Сільській раді підпорядковані населені пункти:
- с. Ладинь
- с. Мосир
- с. Пустинка

## Склад ради
Рада складається з 12 депутатів та голови.

### Керівний склад ради
| ПІБ                  | Основні відомості                                                                             | Дата обрання | Дата звільнення |
| -------------------- | --------------------------------------------------------------------------------------------- | ------------ | --------------- |
| Вітрук Юрій Іванович | Сільський голова, 1960 року народження, освіта, член Всеукраїнського об'єднання «Батьківщина» | 26.03.2006   | 31.10.2010      |
| Вітрук Юрій Іванович | Сільський голова, 1960 року народження, освіта вища, безпартійний                             | 31.10.2010   |                 |

Примітка: таблиця складена за даними джерела

## Населення
Згідно з переписом УРСР 1989 року чисельність наявного населення сільської ради становила 695 осіб, з яких 328 чоловіків та 367 жінок.
За переписом населення України 2001 року в сільській раді мешкало 635 осіб.

### Мова
Розподіл населення за рідною мовою за даними перепису 2001 року:
| Мова       | Відсоток |
| ---------- | -------- |
| українська | 98,92 %  |
| російська  | 1,08 %   |